# Prairiana kansana
Prairiana kansana är en insektsart som beskrevs av Ball 1920. Prairiana kansana ingår i släktet Prairiana och familjen dvärgstritar. Utöver nominatformen finns också underarten P. k. angustens.